# Вередиба Олег Ігорович
Оле́г І́горович Вереди́ба (* 2001) — український дзюдоїст. Бронзовий призер юнацьких Олімпійських ігор.

## З життєпису
Народився 2001 року. Представник Дніпровського спортивного клубу «Дзюдо-80». 2018 року здобув Україні першу (бронзову) нагороду ІІІ літніх Юнацьких Олімпійських ігор у ваговій категорії до 55 кг. Вихованець тренерів Анатолія Пирога і Сергія Шаматрина (учасник російсько-української війни).
Випускник Дніпровського національного університету імені Олеся Гончара.